# جورج بايرون سميث
جورج بايرون سميث هو تاجر وسياسي كندي، ولد في 7 مارس 1839 في كندا، وتوفي في 13 ديسمبر 1917 في لوس أنجلوس في الولايات المتحدة. حزبياً، نشط في الحزب الليبرالي في أونتاريو ‏. وقد انتخب عضو برلمان مقاطعة أونتاريو.